# Dipsacales
Ordre
Classification APG III (2009)
L'ordre des Dipsacales regroupe des plantes dicotylédones.
Dans la classification classique de Cronquist (1981), il comporte 4 familles :
- Adoxaceae
- Caprifoliaceae (famille du chèvrefeuille)
- Dipsacaceae (famille des cardères)
- Valerianaceae

En classification phylogénétique APG (1998) la composition est :
- ordre Dipsacales
- : famille Caprifoliaceae
- : famille Diervillaceae
- : famille Dipsacaceae
- : famille Linnaeaceae
- : famille Morinaceae
- : famille Valerianaceae

En classification phylogénétique APG II (2003) la composition est modifié encore :
- ordre Dipsacales
- : famille Adoxaceae
- : famille Caprifoliaceae
- :: [+ famille Diervillaceae ]
- :: [+ famille Dipsacaceae ]
- :: [+ famille Linnaeaceae ]
- :: [+ famille Morinaceae ]
- :: [+ famille Valerianaceae ]

NB : "[+ ... ]" = famille optionnelle
En classification phylogénétique APG III (2009) sa composition est :
- ordre Dipsacales Juss. ex Bercht. & J.Presl (1820)
- : famille Adoxaceae E.Mey. (1839)
- : famille Caprifoliaceae Juss. (1789) [incluant Diervillaceae Pyck, Dipsacaceae Juss., Linnaeaceae Backlund, Morinaceae Raf., Valerianaceae Batsch]